# Акиф Ердемгил
Акиф Йозтекин Ердемгил (на турски: Akif Öztekin Erdemgil) е османски офицер и турски генерал.

## Биография
Роден е през 1876 г. в град Дебър, тогава в Османската империя. В различни периоди командва 3-та конна дивизия, конна бригада, кавказка конна дивизия, 2-ра дивизия, 16-а дивизия, 14-а конна дивизия, 2-ри конен дивизион. Бил е член на Военния касационен съд и на Истанбулската комисия на министъра на националната отбрана. Участва в Итало-турската война, Балканските войни, Първата световна война и Турската война за независимост. Бил е депутат в Събранието на Република Турция.